# شهرستان زیلایرسکی
شهرستان زیلایرسکی (به لاتین: Zilairsky District) یک منطقهٔ مسکونی در روسیه است که در باشقیرستان واقع شده‌است.